# Mathé Allain
Mathé Allain, née le 15 novembre 1928 à Casablanca, est une essayiste et historienne d'origine marocaine.

## Biographie
Mathé Allain naît à Casablanca au Maroc le 15 novembre 1928. Titulaire d'une double licence en biologie-psychologie et en histoire, elle obtient ensuite une maîtrise en français, suivie d'un doctorat en histoire à l’Université de Louisiane à Lafayette (ex Southwestern Louisiana).
Elle enseigne le français de 1963 jusqu’à sa retraite en 2001, se spécialisant dans l’histoire du français en Louisiane,.

## Publications
- Mathé Allain, « Le passé louisianais, création et recréation : la Révolution de 1768 vue par trois dramaturges », Les Presses Universitaires d'Ottawa, no 1,‎ 1991, p. 145–151 (lire en ligne [PDF])

## Prix
Elle est lauréate du Distinguished Professor Award en 1984 et du prix McGinty Lifetime Meritorious Award de la Louisiana History Association en 1997. Elle est aussi décorée des Palmes Académiques par le gouvernement français.